# 1 Brygada Lotnictwa Wojsk Lądowych

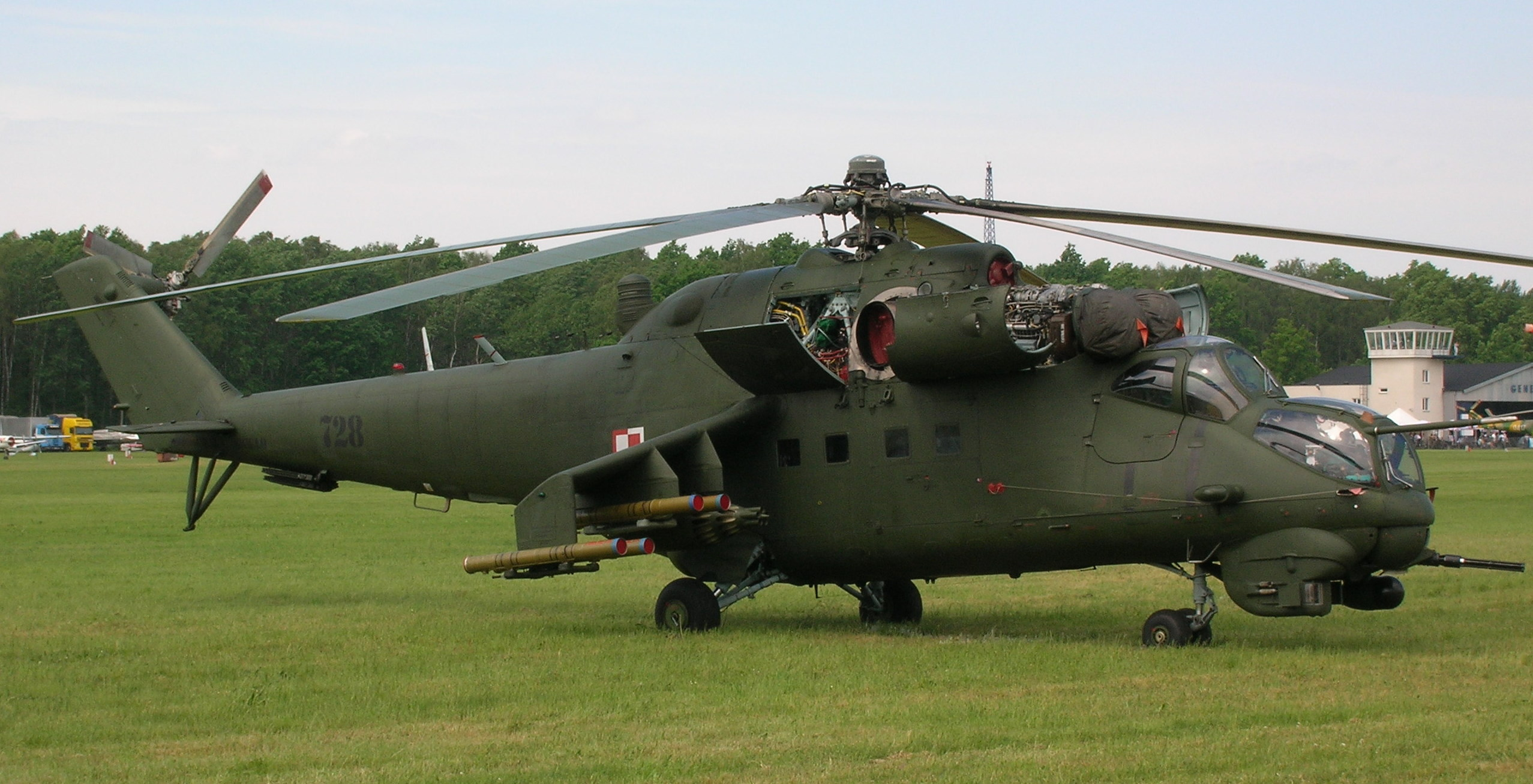
Mi-24

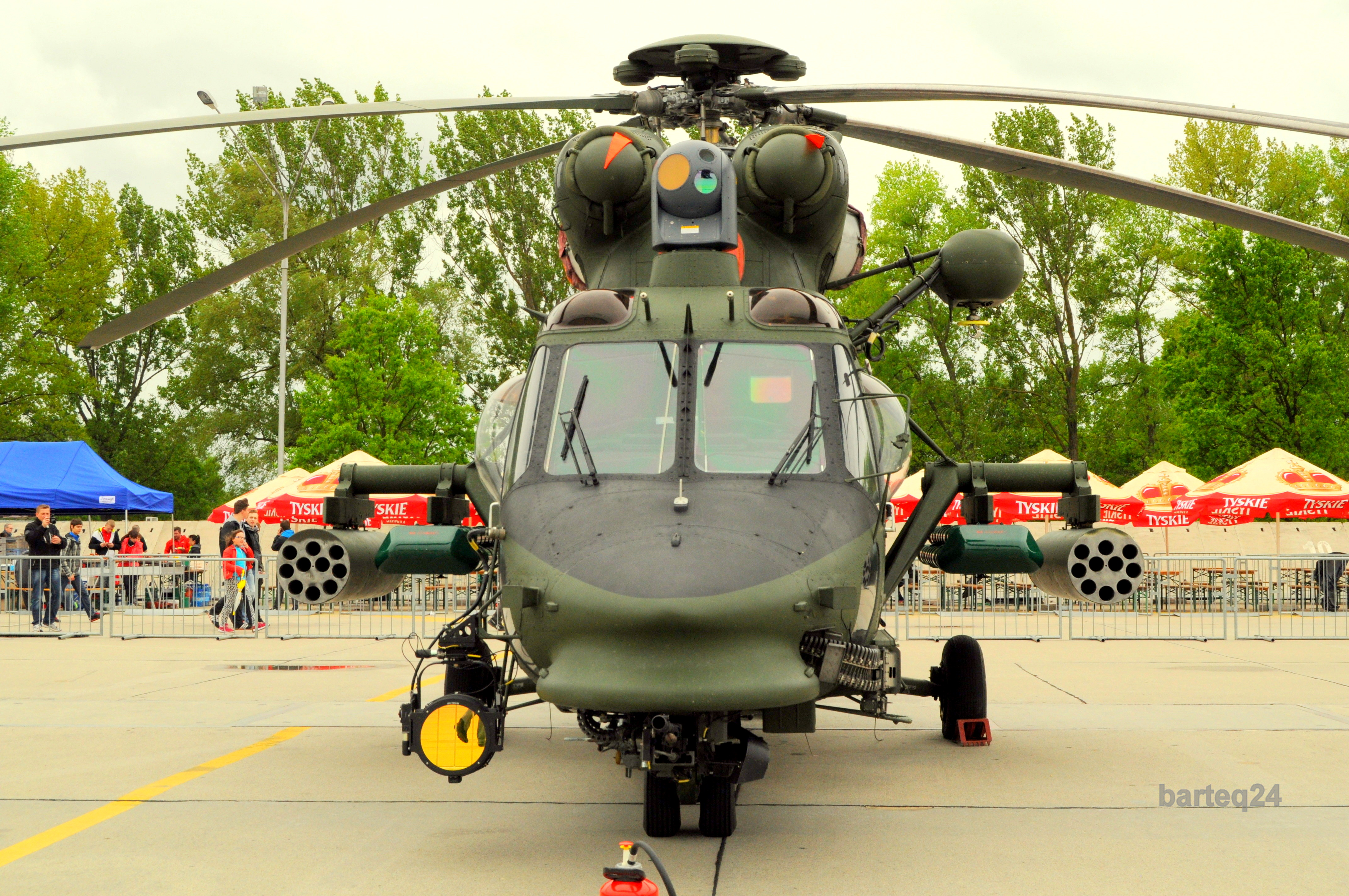
W-3PL Głuszec

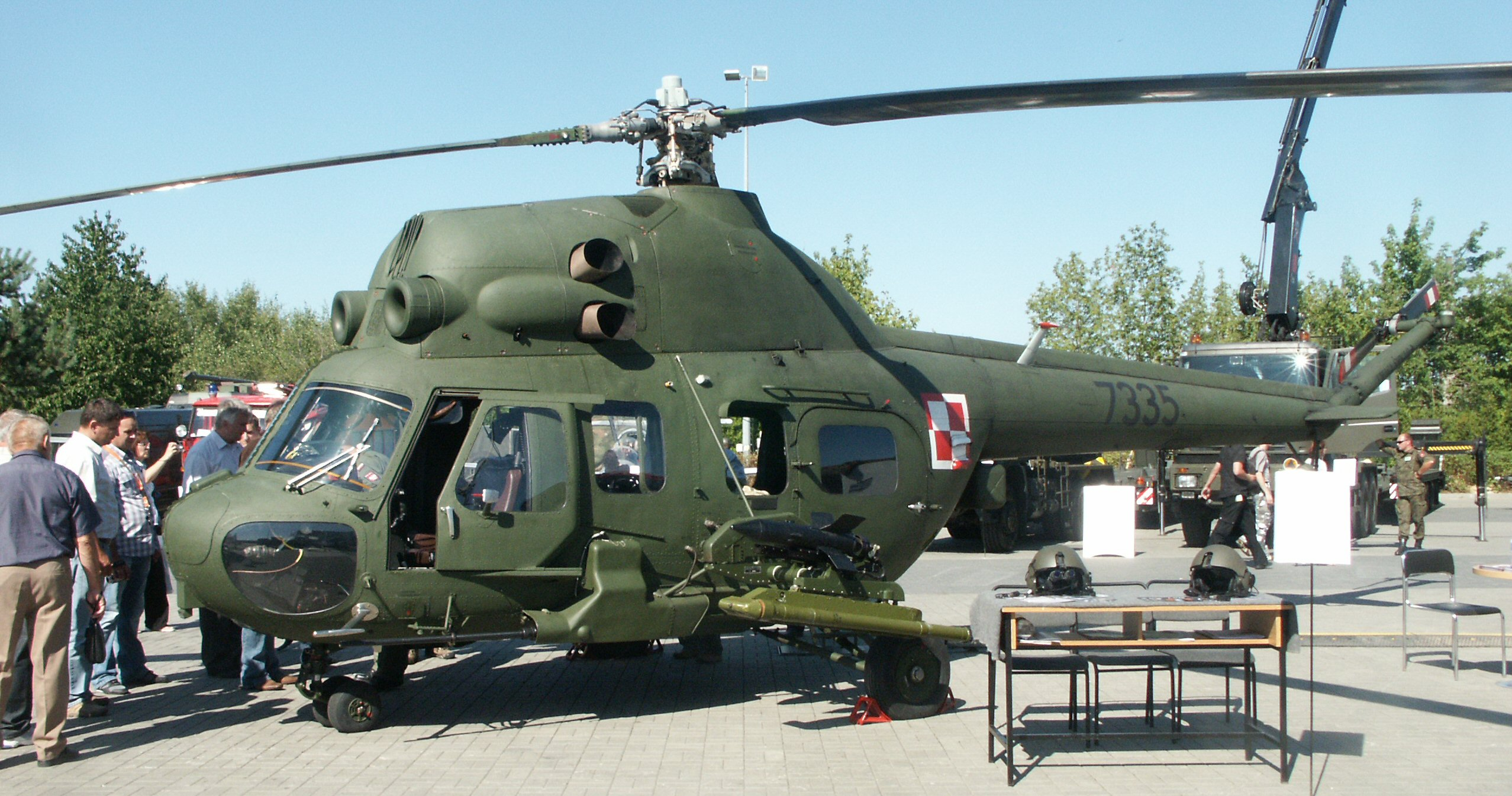
Mi-2

1 Brygada Lotnictwa Wojsk Lądowych (1 BLWL) – związek taktyczny podległy Dowództwu Generalnemu Rodzajów Sił Zbrojnych, stacjonujący w Inowrocławiu.

## Historia
Brygada została sformowana w 2011 roku na podstawie Decyzji Ministra ON Nr Z-48/Org./P1 z dnia 15 marca 2011 roku oraz wykonawczego Rozkazu Dowódcy Wojsk Lądowych Nr PF-22/Org. z dnia 17 maja 2011 roku, termin sformowania Dowództwa Brygady oraz przeformowania i podporządkowania jej jednostek wyznaczono na 31 grudnia 2011 roku.
Brygadzie podporządkowano:
- 49 Bazę Lotniczą;
- 56 Bazę Lotniczą;
- Dywizjon Rozpoznania Powietrznego;
- Centralną Grupę Taktycznych Zespołów Kontroli Obszaru Powietrznego.

Statkami powietrznymi dwóch baz lotniczych 1 BLWL były śmigłowce Mi-24 w wersjach „D” i „W”, Mi-2 w różnych wersjach, W-3PL „Głuszec”, bezzałogowe statki powietrzne Orbiter.
Siły i środki jednostek wojskowych 1 Brygady brały udział w Operacji Afgańskiej w składzie PKW Afganistan, gdzie prowadziły działania jako Samodzielna Grupa Powietrzno-Szturmowa.
Z dniem 1 stycznia 2016 r. 12 Baza Bezzałogowych Statków Powietrznych przejęła Dywizjon Rozpoznania Powietrznego z miejscowości Mirosławiec wraz z siłami i środkami, w tym bezzałogowe statki powietrzne Orbiter.

## Tradycje
Decyzją Ministra Obrony Narodowej nr 485/MON z dnia 16 grudnia 2011 roku ustanowiono święto Brygady na dzień – 6 czerwca.
Decyzją Ministra Obrony Narodowej Nr 90/MON z dnia 10 kwietnia 2012 roku, wprowadzono odznakę pamiątkową 1 Brygady Lotnictwa Wojsk Lądowych.

## Insygnia

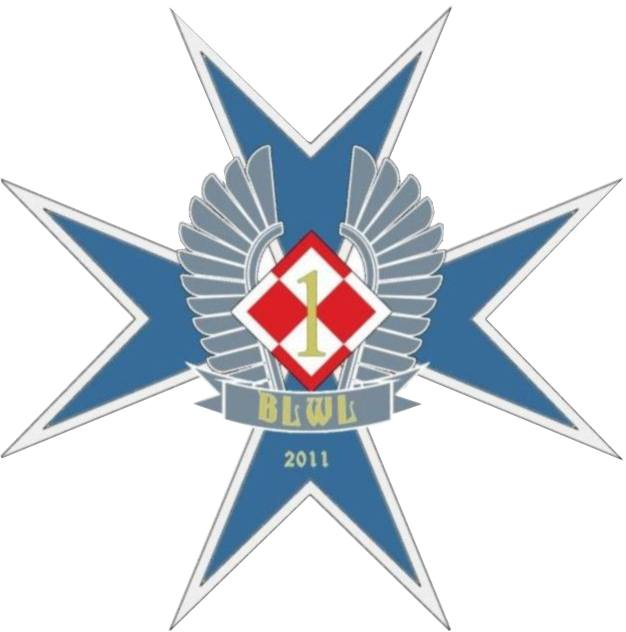
Logo Brygady (2011) i odznaka pamiątkowa (2013)
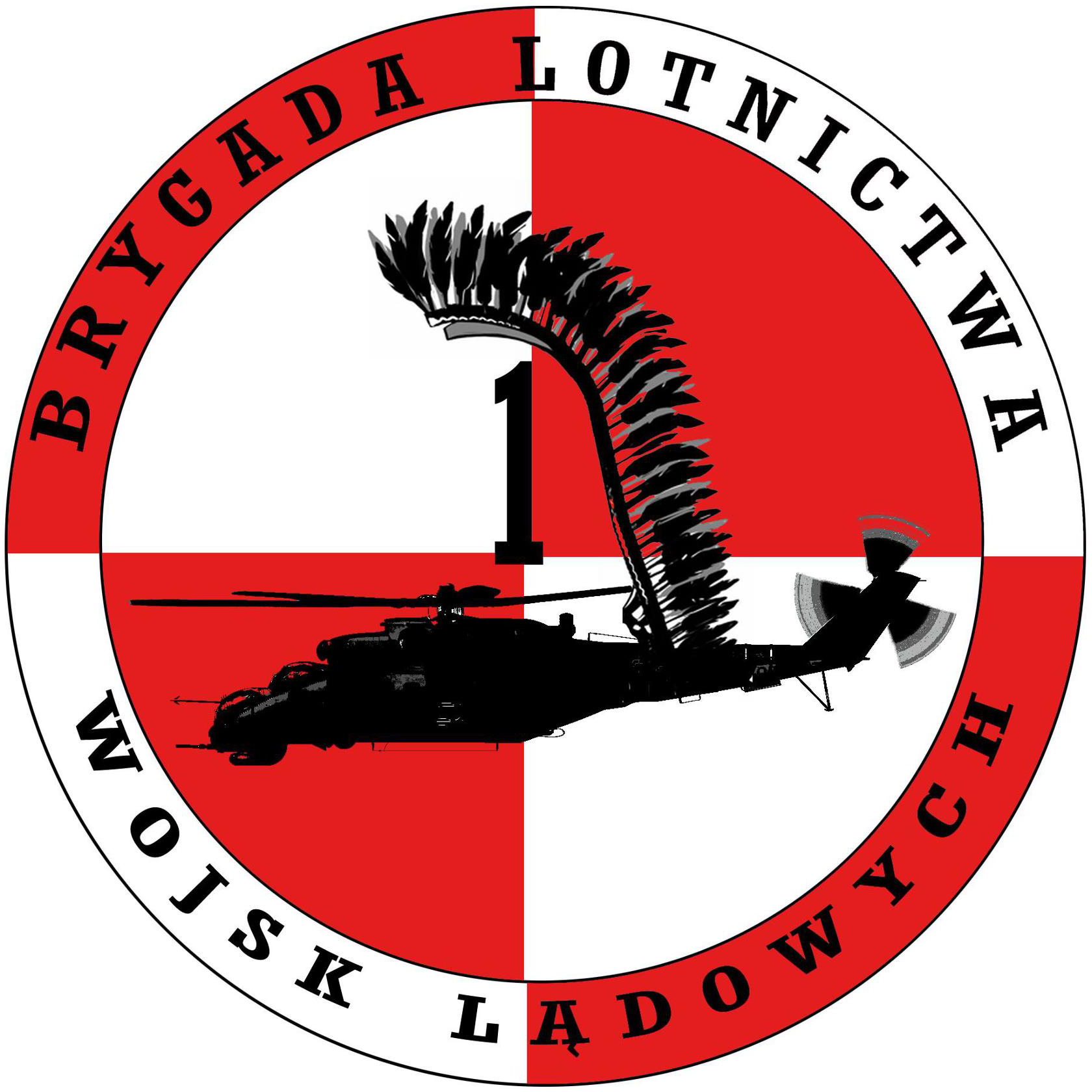
Oznaka rozpoznawcza (do 2013)
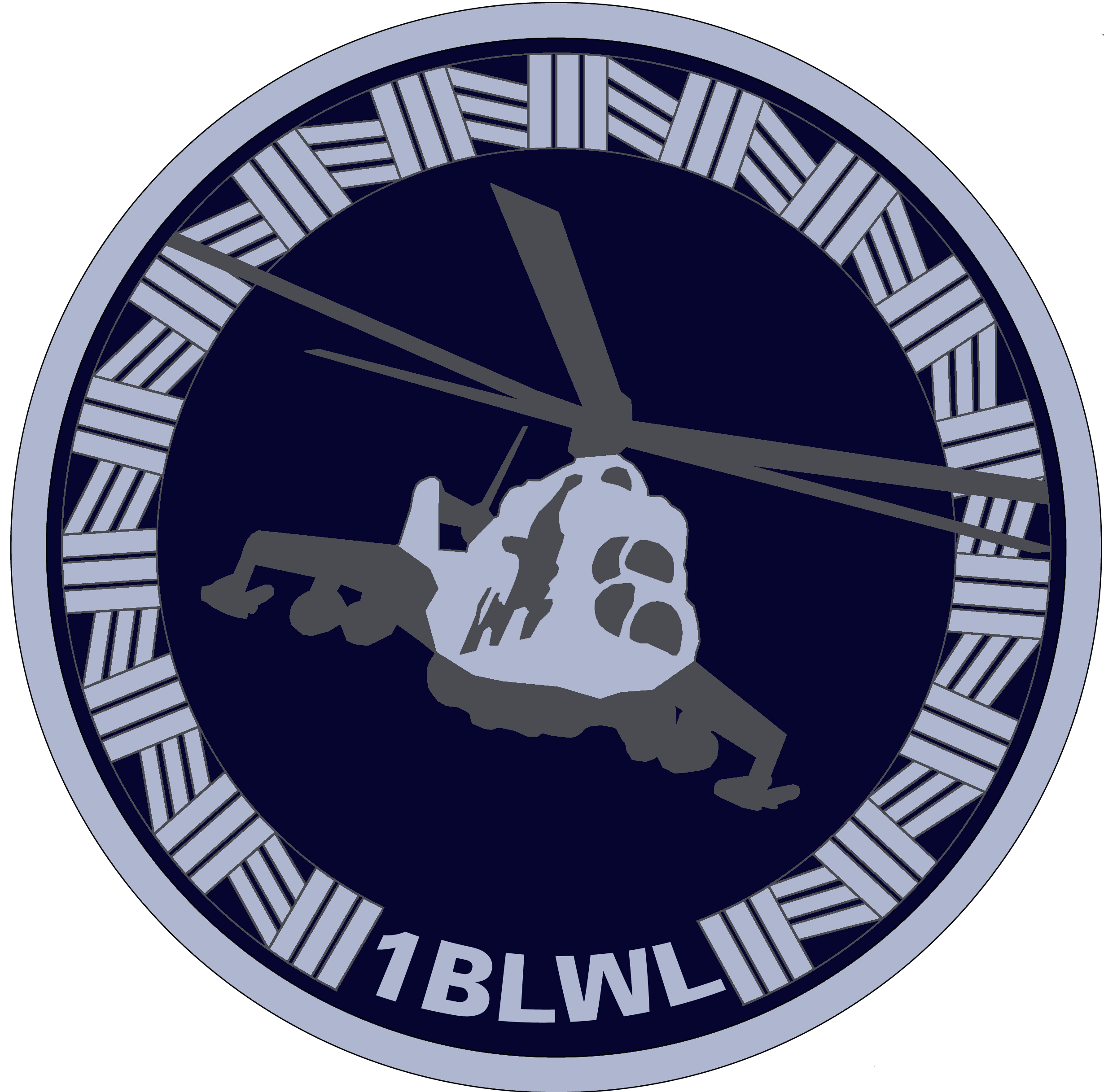
Oznaka rozpoznawcza na mundur wyjściowy (od 2013)
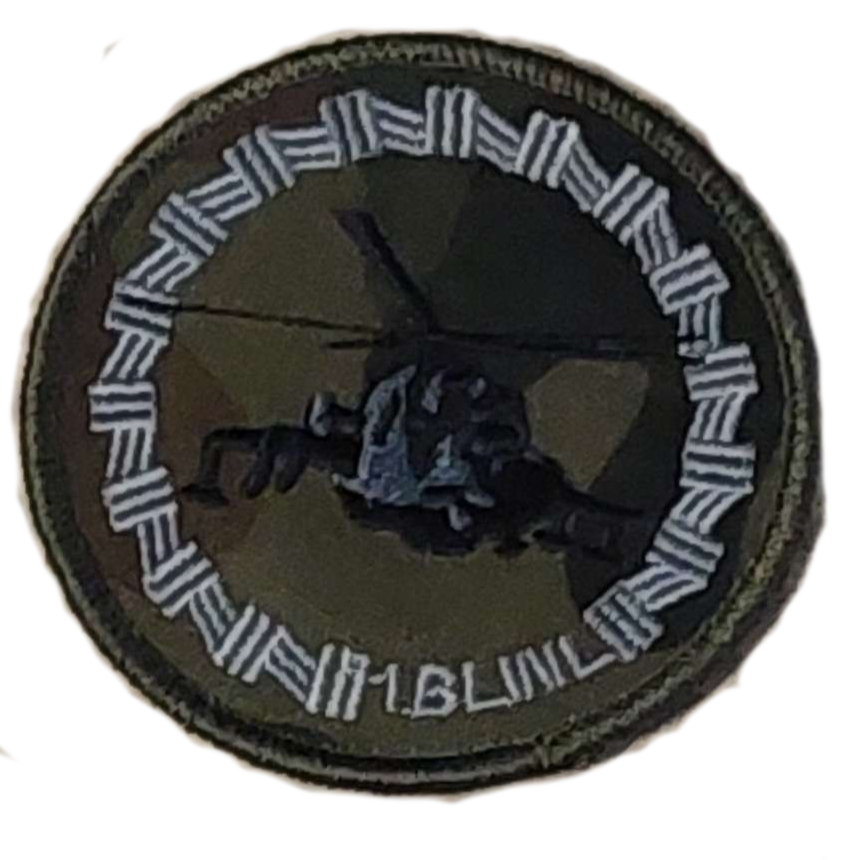
Oznaka rozpoznawcza na mundur polowy (od 2013)

## Struktura
- Dowództwo 1 BLWL
- Sztab
  - Sekcja Personalna S-1
  - Sekcja Rozpoznawcza S-2
  - Sekcja Operacyjna S-3
  - Sekcja Logistyczna S-4
  - Sekcja Łączności i Informatyki S-5
  - Sekcja Wsparcia Dowodzenia S-6
  - Dyżurna Służba Operacyjna
  - Szef Służby Meteorologicznej
- Pion Techniki Lotniczej
- Pion Ochrony Informacji Niejawnych
- Sekcja Ekonomiczna
- Sekcja Duszpasterska
- Pion Szkolenia
- Sekcja Wychowawcza
- 49 Baza Lotnicza – Pruszcz Gdański
- 56 Baza Lotnicza – Inowrocław
- Centralna Grupa Taktycznych Zespołów Kontroli Obszaru Powietrznego – Inowrocław

## Uzbrojenie lotnicze
W 2020
Śmigłowce:
- Mi-24W i Mi-24D
- W-3PL Głuszec
- Mi-2

## Dowódcy
- gen. bryg. Krzysztof Mitręga (czerwiec 2011 – luty 2014)
- gen. bryg. pil. Dariusz Wroński (luty 2014 – styczeń 2015)
- (p.o.) płk pil. Wiesław Franczak (styczeń 2015 – 3.7.2015)
- gen. bryg. pil. Sławomir Mąkosa[6] (3.7.2015 - 26.08.2021)
- gen. bryg. pil. Piotr Saniuk[7][8]